# Mário Neves
Mário Neves (Lisboa, 18 de gener de 1912 - 1 de gener de 1999) va ser un periodista portuguès. Les seves primeres grans cròniques van sorgir durant la Guerra Civil Espanyola, on amb 24 anys va donar a conèixer la massacre de Badajoz, perpetrada a la ciutat de Badajoz pel bàndol franquista.
Va ser editor del Século i el Diário de Lisboa, després d'haver fundat l'any 1968, juntament amb Norberto Lopes, el diari A Capital. Anteriorment, el 1945, va fundar amb Ribeiro dos Santos, amb qui va compartir la direcció, la revista Ver e creer. Durant la campanya d'Humberto Delgado, el 1958, Neves va ser qui li va plantejar la qüestió que tant faria parlar: «Senyor General, en cas de ser triat, què farà amb Oliveira Salazar?», a la qual aquest va respondre: «Òbviament, disparar-li!». Des del 25 d'abril va ser el primer ambaixador de Portugal a Moscou (1974-1977) i el 1979 va formar part del V Govern Constitucional, de Maria de Lourdes Pintasilgo, com a Secretari d'Estat d'Immigració.
A més de periodista, va ser administrador de l'Institut Portuguès d'Oncologia (1938-1948), comissionat adjunt de Portugal en l'Exposició Mundial de Brussel·les (1958) i comissari de la Fira d'Indústries portuguesa, des de la seva fundació el 1949 fins a 1974. El seu llegat documental va ser donat per la seva filla Maria Emilia Neves a la Fundació Mário Soares.